# 鉛版

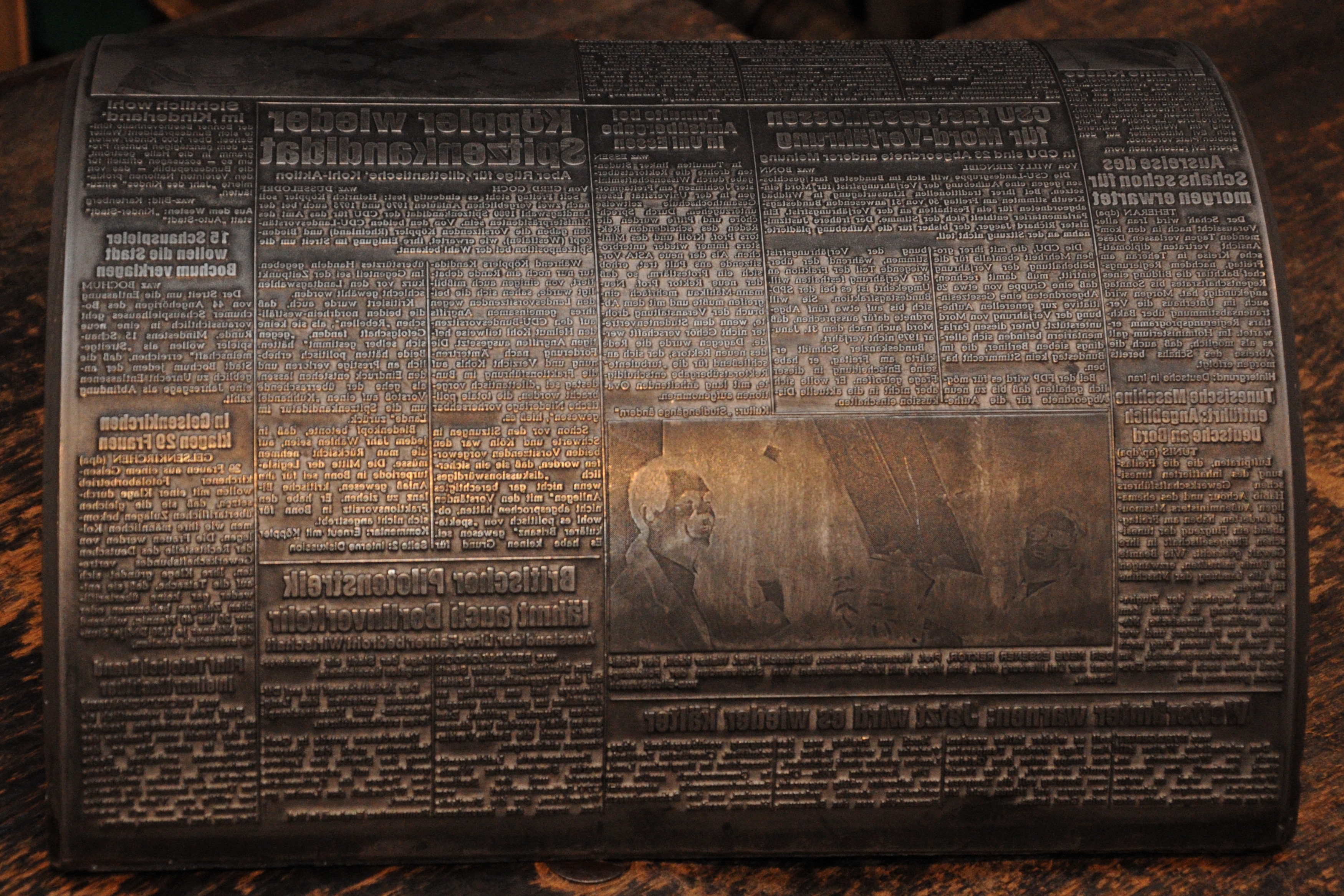
丸鉛版

鉛版（えんばん）は、紙型（しけい）から作られる鉛合金製の印刷用の版。枚葉印刷機には平鉛版（ひらえんばん）を、輪転印刷機には湾曲した丸鉛版（まるえんばん）を用いる。1980年代頃まで新聞の印刷に多用された。

## 歴史
20世紀の黎明期の新聞印刷は、活字組版から紙型を作り、鉛を鋳込んで鉛版を作り、凸版輪転機にかける方法が唯一の紙面制作方式だった。しかし、鉛版はカラー印刷には精度や再現性の点で限界があった。
米国では1937年頃から一部で亜鉛などの金属板を写真製版したものから鉛版に鋳込む方法があったが、時間がかかる上に精度にも問題があった。1964年東京オリンピックでは日本の多くの新聞社が連日カラー印刷を行う必要に迫られ、鉛版ではない写真化学的な刷版も使用したが、やはり時間がかかりすぎる難点があった。その後、熱可塑性樹脂を用いた樹脂刷版も開発されたが処理時間の向上が見られず、日曜版などでわずかにカラー印刷に用いられただけだった。
しかし、1980年代初頭に光硬化樹脂板が開発された。また、1980年代後半には紙面製作もCTS（Cold Type System）への置き換えが進み、オフセット印刷が主流となるに従い使用されることはまれとなった。